# إن إتش ميديا
إن إتش ميديا هي شركة تسجيل كورية جنوبية ووكالة ترفيه تأسست في عام  1998 بواسطة كم نام هي. حاليا، تدير يو كيس وبعض الفنانين.

## القائمة

### الفنانين المسجلون
فرق
- يو كيس
- لابوم1

منفردين
- Im Chang-jung
- Kim Jong-seo
- The Ray
- Oh Yumi
- Shin Soo-Hyun

فرق فرعية 
- uBEAT

## فنانين سابقا
- UN[1] (2000-2005)
- Paran[2] (2005-2008) & Paran the Pace

## وصلات خارجية
- الموقع الرسمي